# Société française de sophrologie
 (août 2012).
Si vous disposez d'ouvrages ou d'articles de référence ou si vous connaissez des sites web de qualité traitant du thème abordé ici, merci de compléter l'article en donnant les références utiles à sa vérifiabilité et en les liant à la section « Notes et références ».
Pour les articles homonymes, voir SFS.
Créée en 1966, la Société française de sophrologie (SFS) est une association française dont les objectifs sont de promouvoir la sophrologie, d'en enrichir les contenus pratiques et théoriques, et de regrouper les différents courants se réclamant de la sophrologie en France. Société française de sophrologie a élaboré un code de déontologie destiné à ses adhérents.

## Histoire de la SFS
La sophrologie est arrivée en France via la Suisse grâce à deux grands pionniers de la sophrologie les docteurs Raymond Abrezol et Armand Dumont, qui sont les deux parrains de la Société française de sophrologie (SFS).
Quatre organisations sont à l'origine de la diffusion et de la transmission de la sophrologie en France:
- la Sofras, dirigée par le docteur Cherchève ;
- la Société française de sophrologie ;
- la Société française de Midi-Pyrénées, dirigée par le docteur Bérranger ;
- le Groupe de recherches de Sophrologie de Nice, dirigée par le docteur Calamaro.

Aujourd'hui de ces quatre organisations, seule subsiste la Société française de sophrologie.
La SFS a été créée en avril 1966 à l'initiative de chirurgiens dentistes (qui les premiers en France se sont passionnés pour la sophrologie), de médecins et de sophrologues. Son président fondateur est le docteur Bourdel. Depuis la date de sa création, la SFS organise chaque année un congrès annuel. En 1969 un congrès national est organisé avec la participation des quatre organisations.
Se sont succédé à la présidence de la SFS les docteurs Jacques Donnars (1969), Roland Cahen (1975), Alain Donnars(1976), Benoît Fouché (2006) et mesdames Véronique Rousseau (2013) et Claude Chatillon (2015)
Depuis sa création, la SFS s'est préoccupée de développer des points théoriques et à enrichir différentes notions en lien avec les recherches en science et sciences humaines.

## Activités

### Congrès et publications
La SFS publie régulièrement sur son site internet des articles traitant de différents aspects de la sophrologie ou des études scientifiques visant à mesurer les effets de la sophrologie. Elle organise également chaque année un congrès au cours duquel interviennent des sophrologues venus de différents horizons ainsi que des conférenciers venant d'autres disciplines (philosophes, psychiatres, psychanalystes...). Les actes des congrès sont publiés aux éditions L'Harmattan.
Thèmes des derniers congrès :
- 2023: Temps, temporalité, espace
- 2022: La voix, du souffle à la relation en sophrologie
- 2021: La sophrologie face à l'actuel malaise dans la civilisation
- 2019 : L'Identité en questions... Apports de la Sophrologie
- 2017 : Les avancées cliniques et théoriques de la Sophrologie
- 2016 : Corps - Conscience - Inconscient
- 2014 : Le temps des émotions
- 2013 : Traumatismes et résilience
- 2012 : Sophrologie et vie quotidienne
- 2011 : Sophrologie sans frontières: des outils pertinents pour de nouvelles attentes
- 2009 : Le sophrologue face aux attentes du sujet en crise
- 2008 : Sophrologie et estime de soi
- 2007 : La place de la sophrologie dans l'avenir de notre société
- 2006 : Sophrologie et addictions
- 2005 : Sophrologie et créativité

### Publication d'un annuaire des sophrologues
La SFS publie sur son  site un annuaire des sophrologues et des écoles de formation en sophrologie qui regroupe près 400 sophrologues et 20 instituts de formation à la sophrologie, repartis sur l'ensemble du territoire français et des DOM-TOM. La SFS accepte dans son annuaire des sophrologues et des écoles représentant les différents courants de la sophrologie : courant caycédien, existentiel, social…

### États généraux de la formation en sophrologie
En 2008, la Société française de sophrologie a coorganisé les premiers États Généraux de la formation en sophrologie en collaboration avec le Syndicat des sophrologues professionnels et la Coordination des écoles professionnelles en sophrologie, avec pour objectif de déterminer les critères définissant une formation en sophrologie.
Les états généraux 2010 ont regroupé près de 35 écoles de formation représentant les différents courants de la sophrologie, soit 1/3 des instituts de formation en sophrologie recensés à ce jour par les trois organismes organisateurs.